# Gnathia clementensis
Gnathia clementensis är en kräftdjursart som beskrevs av Schultz 1966. Gnathia clementensis ingår i släktet Gnathia och familjen Gnathiidae. Inga underarter finns listade i Catalogue of Life.